# 国際資本市場協会
国際資本市場協会（英語: The International Capital Market Association）、略してICMA（イクマ）は、欧州を中心とする国際的な証券業界団体である。

## 概要
1969年にスイス・チューリッヒにおいて「Association of International Bond Dealers」(AIBD)として設立された。1992年には「International Securities Market Association」(ISMA)に改称された。2005年にISMAは「International Primary Market Association」(IPMA)と合併し、現在の「International Capital Market Association」(ICMA)に改称した。
債券市場関係者を中心に、世界60カ国、500以上の機関が参加している。
近年は、サステナブルファイナンスに関して、グリーンボンド原則、ソーシャルボンド原則、グリーンローン原則、サステナビリティ・リンク・ローン原則、サステナビリティ・リンク・ボンド原則などの策定を実施している。

## 参加機関

### 日本
日本では8機関が参加している。
- シティグループ証券
- クレディ・アグリコル・セキュリティーズ・アジア・ビー・ヴィ 東京支店[5]
- 日本政策投資銀行
- ゆうちょ銀行
- みずほ証券
- 三菱UFJ銀行
- 西村あさひ法律事務所
- 野村證券